# The Rapture (album)
The Rapture je jedenácté a poslední studiové album britské alternativní rockové skupiny Siouxsie and the Banshees. Jeho nahrávání probíhalo v letech 1993-1994 a o produkci se staral John Cale a skupina sama. Album pak vyšlo v lednu 1995 u vydavatelství Polydor Records (UK) a Geffen Records (US).
Skupina původně začala album nahrávat sama a strávila tak rok bez většího úspěchu. Zpěvačka Siouxsie Sioux později přišla s nápadem kontaktovat Calea. Baskytarista Steven Severin později řekl, že byl s výsledkem sice spokojený, ale lepší by bylo, kdyby album nahrávali od začátku s Calem.

## Seznam skladeb
| Pořadí         | Název           | Délka |
| -------------- | --------------- | ----- |
| 1.             | O Baby          | 3:19  |
| 2.             | Tearing Apart   | 3:21  |
| 3.             | Stargazer       | 3:14  |
| 4.             | Fall from Grace | 3:43  |
| 5.             | Not Forgotten   | 4:44  |
| 6.             | Sick Child      | 4:49  |
| 7.             | The Lonely One  | 3:29  |
| 8.             | Falling Down    | 2:53  |
| 9.             | Forever         | 4:04  |
| 10.            | The Rapture     | 11:30 |
| 11.            | The Double Life | 4:10  |
| 12.            | Love Out Me     | 4:43  |
| Celková délka: | Celková délka:  | 54:13 |

## Obsazení
- Siouxsie Sioux – zpěv
- Steven Severin – baskytara
- Budgie – bicí, perkuse
- Martin McCarrick – violoncello, klávesy, akordeon
- Jon Klein – kytara